# Jan Celichowski
Jan Stefan Celichowski (ur. 3 sierpnia 1960) – polski neurofizjolog, doktor habilitowany nauk biologicznych, profesor zwyczajny Akademii Wychowania Fizycznego im. Eugeniusza Piaseckiego w Poznaniu.

## Życiorys
Syn architekta poznańskiego Bogdana Celichowskiego. Ukończył studia zootechniki na Akademii Rolniczej w Poznaniu (1983). W 2001 uzyskał tytuł profesora zwyczajnego nauk biologicznych, nauczyciel akademicki, kierownik Zakładu Neurobiologii w AWF w Poznaniu. Prorektor ds. Nauki na kadencję 2016–2020.
Członek Komitetu Neurobiologii Polskiej Akademii Nauk, prezes Polskiego Towarzystwa Badań Układu Nerwowego, członek Poznańskiego Towarzystwa Przyjaciół Nauk (PTPN), wiceprezes Fundacji Poznań-Ille-et-Vilaine, członek International Brain Research Organization, European College of Sport Siences. Pomysłodawca i współtwórca międzywydziałowego kierunku studiów Neurobiologia w Poznaniu.
Jego zainteresowania badawcze koncentrują się wokół neurofizjologii, jednostek ruchowych, receptorów mięśniowych i sterowania ruchem.

## Odznaczenia
- Brązowy Krzyż Zasługi (1996)[8]